# Настоящие червяги (род)
Настоящие червяги (лат. Caecilia) — род безногих земноводных (Gymnophiona) из одноимённого семейства (Caeciliidae). Внешне похожи на крупных дождевых червей (отсюда название). Типовой род семейства. Ряд ученых рассматривают его как парафилетический.
Населяют болотистые местности в Панаме, северной и центральной частях Южной Америки.

## Классификация
В состав рода включают:
- Caecilia abitaguae — Гигантская червяга
- Caecilia albiventris — Белобрюхая червяга
- Caecilia antioquiaensis — Белогубая червяга
- Caecilia armata — Вооружённая червяга
- Caecilia attenuata — Светло-бурая червяга
- Caecilia bokermanni — Червяга Бокерманна
- Caecilia caribea — Бесчешуйная червяга
- Caecilia corpulenta — Толстотелая червяга
- Caecilia crassisquama — Толсточешуйчатая червяга
- Caecilia degenerata — Колумбийская червяга
- Caecilia disossea — Нитевидная червяга
- Caecilia dunni — Червяга Данна
- Caecilia flavopunctata — Желтопятнистая червяга
- Caecilia gracilis — Стройная червяга
- Caecilia guntheri — Червяга Гюнтера
- Caecilia inca — Инкская червяга
- Caecilia isthmica
- Caecilia leucocephala — Светлоголовая червяга
- Caecilia marcusi — Боливийская червяга
- Caecilia mertensi — Червяга Мертенса
- Caecilia nigricans — Чёрная червяга
- Caecilia occidentalis — Длинная червяга
- Caecilia orientalis — Грязевая червяга
- Caecilia pachynema — Пунктирная червяга
- Caecilia perdita — Скромная червяга
- Caecilia pressula — Гайанская червяга
- Caecilia subdermalis — Чернобороздчатая червяга
- Caecilia subnigricans — Оливковая червяга
- Caecilia subterminalis — Белобокая червяга
- Caecilia tentaculata — Настоящая червяга
- Caecilia tenuissima — Тонкая червяга
- Caecilia thompsoni — Исполинская червяга
- Caecilia volcani — Кратерная червяга